# Friedrich Tezner
Friedrich Tezner (geboren als Friedrich Tänzerles; * 11. Juni 1856 in Beraun; † 13. Juni 1925 in Wien) war ein österreichischer Jurist, Höchstrichter und Universitätsprofessor. Tezner war ab 1900 außerordentlicher und ab 1914 ordentlicher Universitätsprofessor für österreichisches Staats- und Verwaltungsrecht an der Universität Wien sowie ab 1907 Hofrat des österreichischen Verwaltungsgerichtshofs und dort ab 1920 Senatspräsident.

## Werdegang
Friedrich Tezner wurde mit dem Geburtsnamen Tänzerles als Sohn des jüdischen Religionslehrers Leopold Tänzerles am 11. Juni 1856 in der böhmischen Stadt Beraun (heute Beroun in Tschechien) geboren. Er besuchte das Untergymnasium in Böhmisch Leipa (Česká Lípa) und ab dem Jahr 1870 das Akademische Gymnasium Wien. Seinen gemeinsamen Schulbesuch am Akademischen Gymnasium erwähnte Tezners jüngerer Mitschüler Arthur Schnitzler in dessen Autobiographie Jugend in Wien. Schnitzlers Autobiographie berichtet auch von Friedrich Tezners Religions- (1907) und Namenswechsel (1882), mit dem er versuchte, zahlreiche mit seiner jüdischen Herkunft verbundene Hindernisse zu überwinden.
1874 nahm Friedrich Tezner das Studium der Rechte an der Rechtswissenschaftlichen Fakultät der Universität Wien auf, wo er 1879 zum Doktor der Rechte (Dr. iur.) promoviert wurde. Zunächst trat Tezner danach den Beruf des Rechtsanwalts in verschiedenen Kanzleien, darunter auch jener des Reichsratsabgeordneten Josef Kopp an, ehe er von 1891 bis 1895 als Sekretär bei der Neuen Wiener Sparkasse tätig war. Währenddessen arbeitete Tezner an seiner Habilitation. 1892 wurde ihm zunächst an der Universität Wien die Lehrbefugnis für Verwaltungsrecht, ein Jahr später jene für Staatsrecht verliehen. Im Jahr 1895 wurde Tezner schließlich zum außerordentlichen Universitätsprofessor ernannt. 1914 folgte die Ernennung zum ordentlichen Universitätsprofessor, wenngleich Tezner trotz ausgiebiger Lehrtätigkeit und zahlreicher wissenschaftlicher Publikationen nie auf einen Lehrstuhl berufen wurde.
Im Jahr 1896 veröffentlichte Friedrich Tezner mit dem „Handbuch des österreichischen Administrativverfahrens“ eine erste rechtswissenschaftliche Bearbeitung des österreichischen Verwaltungsverfahrens, die große Beachtung fand. 1907 wurde er – nach mindestens einer zuvor gescheiterten Bewerbung – als Hofrat an den Verwaltungsgerichtshof berufen. Nach dem Zusammenbruch der Monarchie im Jahr 1918 verblieb Tezner auch am republikanischen Verwaltungsgerichtshof als Hofrat und stieg dort im Jahr 1920 zum Senatspräsidenten auf. Seine 1922 erstmals erschienene Monografie „Das österreichische Administrativverfahren“ gilt als Wegbereiter der Kodifizierung der Verwaltungsverfahrensgesetze kurz nach seinem Tod im Jahr 1925.
Friedrich Tezner wurde 1904 zum Regierungsrat ernannt und 1916 mit dem Ritterkreuz des Österreichisch-kaiserlichen Leopold-Ordens ausgezeichnet.

## Schriften (Auswahl)
- Entwicklung des Parlamentarismus in Österreich-Ungarn. In: Handbuch der Politik, Berlin und Leipzig 1914